# Higroskopnost
Higroskopnost je svojstvo čvrstih ili tekućih tvari da upijaju ili zadržavaju vodu iz okoline.

#### Najpoznatiji spojevi
- Sumporna kiselina,
- Glicerol,
- Propilen-glikol,
- Kalcijev klorid,
- Kalijev i natrijev hidroksid,
- Fosforov pentoksid,
- Silicijev dioksid (amorfnog oblika u silika-gelu) i dr.

#### Ostali higroskopski materijali
- Drvo

Gore navedene higroskopne tvari najčešće se upotrebljavaju za sušenje različitih tvari u eksikatoru.